# 莎伊絲塔·蘇拉瓦底·伊金穆拉
別姬莎伊絲塔·蘇拉瓦底·伊金穆拉（1912年7月22日—2000年12月11日）是巴基斯坦政治家、外交官、作家。她是倫敦大學首位女性穆斯林博士毕业生，也是巴基斯坦驻摩洛哥大使（1964-1967）。
她来自孟加拉加尔各答一个顯赫的穆斯林家族：父亲是有名的医生，表哥侯赛因·沙希德·苏拉瓦底是巴基斯坦第五任总理。1933年，她和公务员穆罕默德·伊金穆拉结婚。他们的孩子包括日后的约旦王妃莎瓦。